# Almagreira (Vila do Porto)
Almagreira ist eine Gemeinde (Freguesia) im Kreis (Concelho) von Vila do Porto, auf der portugiesischen Azoren-Insel Santa Maria. In der Gemeinde leben 616 Menschen (Stand 19. April 2021) auf 11,2 km². Die Bevölkerungsdichte beträgt 55 Einwohner pro km².